# Rodolphe II de Bade-Bade
Pour les articles homonymes, voir Rodolphe II.
Rodolphe II de Bade-Bade (Rudolf II von Baden-Baden) fut co-margrave de Bade-Bade de 1288 à 1295.

## Famille
Il est le fils de Rodolphe Ier de Bade-Bade et de Cunégonde d'Eberstein.
Rodolphe II de Bade-Bade épousa en 1285 Adélaïde d'Ochsenstein (morte en 1314)